# Angel Gomes
Pour les articles homonymes, voir Gomes.
Adilson Angel Abreu de Almeida Gomes, né le 31 août 2000 à Londres, est un footballeur international anglais qui évolue au poste de milieu de terrain à l'Olympique de Marseille.
Il commence à jouer au football avec Manchester United à l’âge de six ans et passe ensuite par toutes les équipes de jeunes du club. Lors de sa première apparition au sein de l’équipe professionnelle en mai 2017, il devient le plus jeune joueur à jouer pour Manchester United depuis Duncan Edwards en 1953, et le premier joueur né après l’an 2000 à jouer en Premier League. Il fait 10 apparitions avec l’équipe première de Manchester United au cours des 4 saisons qui en suivent, et est finalement libéré à la fin de son contrat en 2020. Il s’engage alors avec le LOSC en août 2020 et est prêté immédiatement pour une saison au club de Boavista.
Gomes a également plus de 40 sélections avec les équipes d’Angleterre jeune – des -16 ans aux espoirs – et a été le capitaine de l’Équipe d’Angleterre des moins de 17 ans victorieuse de la coupe du monde U-17 en 2017.
Il est également le filleul de l’ancien footballeur international portugais, Nani.

## Biographie

### Carrière en club

#### Manchester United (2013-2020)

##### Équipes jeunes

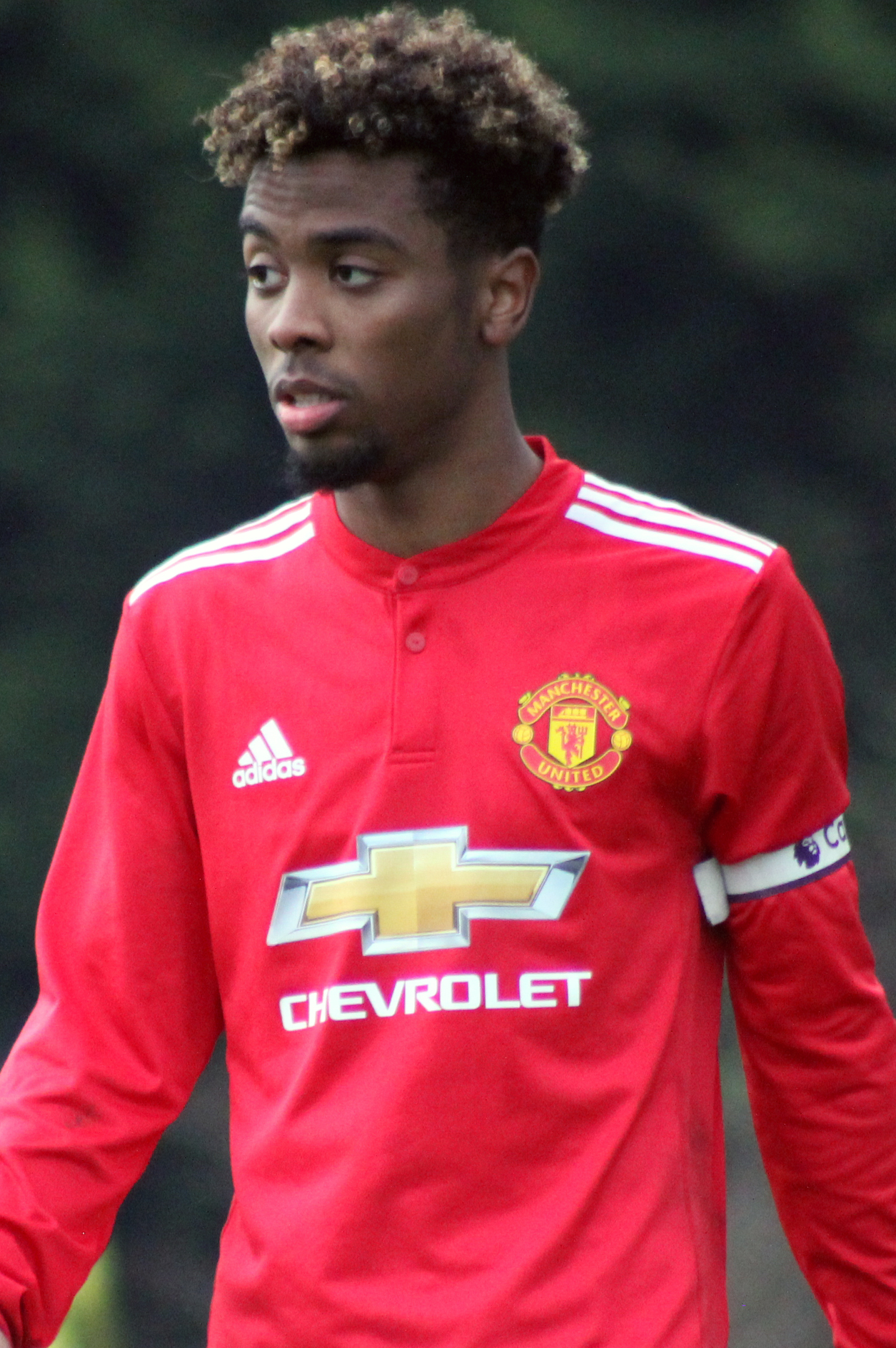
Angel Gomes avec les moins de 18 ans de Manchester United en novembre 2017.

Angel Gomes est détecté à l'âge de 6 ans par Manchester United et rejoint l’académie du club,.
À l'âge de 13 ans, il est présent avec l'équipe des moins de 17 ans lors d'un tournoi en Slovaquie se déroulant en octobre 2013. 
Lors de la saison 2014-15, alors qu’il a 14 ans, il est appelé à deux reprises avec l'équipe des moins de 18 ans et rentre en jeu contre Middlesbrough lors de la finale du championnat.
En juillet 2015, Gomes est capitaine de l'équipe des moins de 15 ans lors de la Manchester United Premier Cup et est meilleur joueur du tournoi malgré la 12e place de son équipe.
Au début de la saison 2016-2017, Gomes rejoint l’équipe réserve du club et le 27 août 2016, alors qu’il commence le match sur le banc il inscrit un coup du chapeau. Il devient alors le plus jeune joueur à réaliser cette exploit depuis 2001 et le 3e plus jeune de l’histoire du club à l’âge de 15 ans, 362 jours. 
Après une blessure contractée en avril 2017, Gomes rate la Dallas Cup (en). Cependant, avec ses 12 buts inscrits en 19 titularisations, il est le meilleur buteur de l’équipe des moins de 18 ans cette saison et il est élu meilleur joueur de l’académie de l’année en mai 2017, faisant de lui le plus jeune joueur à recevoir cette récompense. Le lendemain, il est appelé à s’entrainer avec l’équipe première du club pour préparer sa possible inclusion à l’équipe première du club pour le dernier match de la saison en Premier League.

##### Éclosion en équipe première
Le 21 mai 2017, Gomes fait ses débuts avec l’équipe première. Il remplace Wayne Rooney à la 88e minute d'une victoire à domicile contre Crystal Palace alors que le score est de 2–0. À 16 ans, 263 jours, il devient alors le plus jeune joueur à porter le maillot des Red Devils depuis Duncan Edwards en 1953, ainsi que le premier joueur né après le 1er janvier 2000  à prendre part à un match de Premier League.
Gomes signe son premier contrat professionnel le 13 décembre 2017. Le 26 janvier 2018, il fait ses débuts en FA Cup en remplaçant Marcus Rashford à la 88e minute d'une victoire 4-0 contre Yeovil Town au quatrième tour de la compétition.
Ce sera sa seule apparition lors de la saison 2017-18. La suivante, il entre en jeu à deux reprises en championnat : le 26 décembre 2018, lors du Boxing Day, contre Huddersfield Town et le 12 mai 2019, lors de la dernière journée de championnat, contre Cardiff City. 
Au cours de l'intersaison, Gomes marque son premier but en équipe sénior le 25 juillet 2019, pendant la victoire 2–1 de son équipe contre Tottenham Hotspur en match amical.
Cependant, il a peu d'opportunité en équipe première lors de la saison suivante. Au cours de la saison 2019–2020, il joue à seulement six reprises toutes compétitions confondues. Il fait cependant ses débuts en coupe d'Europe : Il est titulaire le 19 septembre 2019, lors de la 1re journée de Ligue Europa face au FK Astana, au cours de laquelle il sera remplacé à la 68e minute, puis lors du match face à l'AZ Alkmaar et lors du retour face à Astana. 
Malgré de longues négociations, Manchester United ne parvient pas à arriver à un accord de prolongation de contrat avec le joueur et doit le libérer le 30 juin 2020,.

#### LOSC Lille (2020-2021)

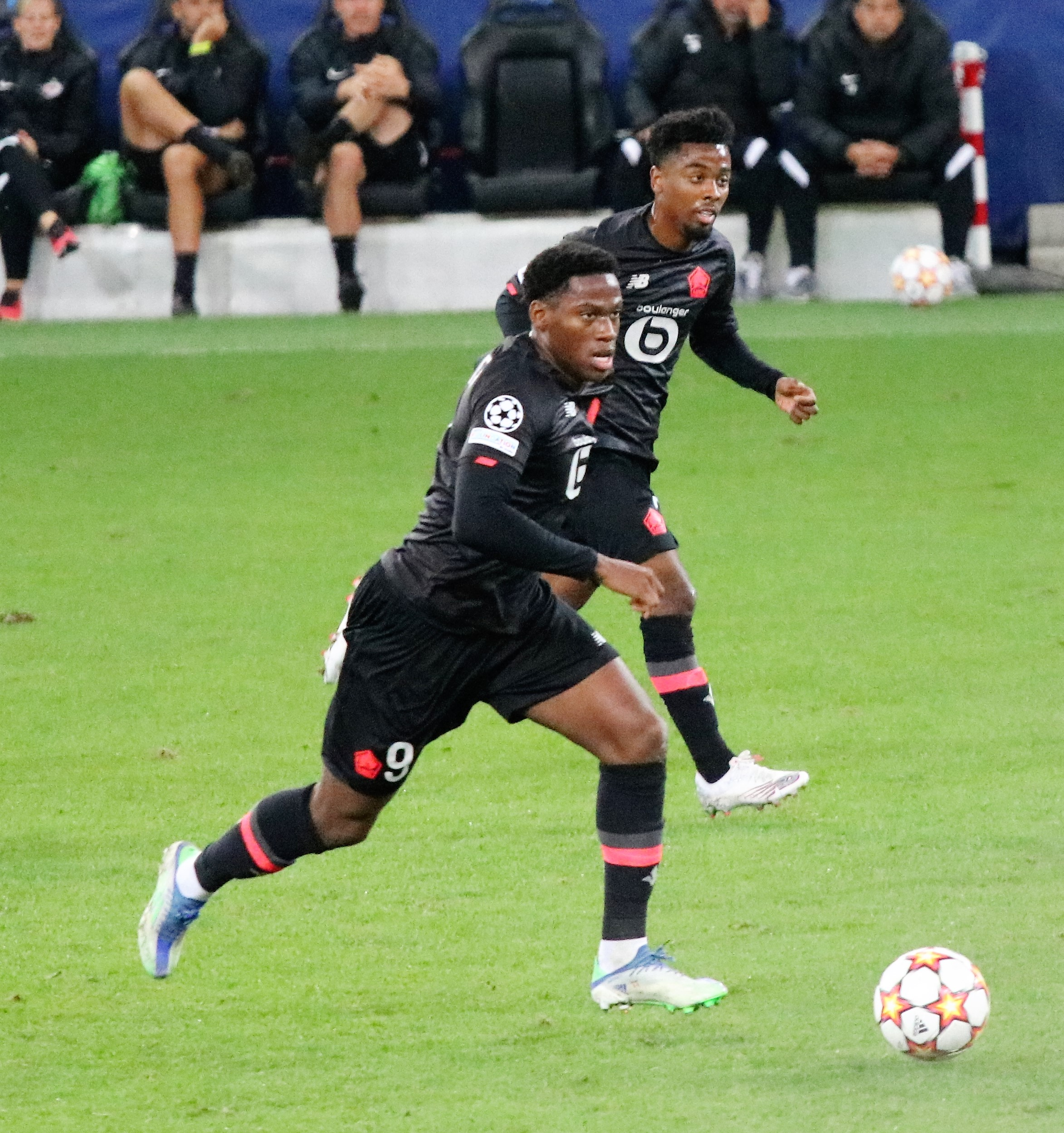
Angel Gomes (arrière-plan) avec le LOSC en septembre 2021.

En fin de contrat avec Manchester United en 2020, il s'engage cinq ans avec le LOSC Lille et est directement prêté pour une saison au club portugais du Boavista FC.

#### Boavista FC (2020-2021)
Pour ses débuts avec Boavista contre C.D. Nacional, Gomes réalise un match plein avec trois passes décisives. Il est nommé "Homme du match" alors que son club fait match nul 3–3. 
Le 2 octobre 2020, lors d'un match contre Moreirense, Gomes inscrit son premier but pour le club d'une frappe somptueuse depuis la ligne médiane. 
Le 2 novembre suivant, il obtient un pénalty contre Benfica et le convertit lors de la victoire 3–0 sur Benfica.

#### LOSC Lille (2021-2025)
Le 8 décembre 2021, il inscrit son premier but avec le LOSC lors de la 6e journée de la phase de groupes de la Ligue des Champions 2021-2022 contre Wolfsburg, marquant le 3e but de son équipe.
Le 17 août 2024, lors de la première journée du championnat, il est percuté par Amadou Koné à la onzième minute de jeu. Le joueur anglais chute et reste inerte, les joueurs à proximité puis l'arbitre de la rencontre font intervenir le staff médiacale sur le terrain. Après plus d'une demi-heure, Angel Gomes est embarqué dans une ambulance, puis la rencontre reprend et voit le LOSC la remporter sur le score de 2 à 0. Quelques heures après l'issue de la rencontre, les nouvelles sont bonnes et Angel et hors de danger.
Un mois plus tard, le 16 septembre 2024, il se fait exclure après l'ouverture du score adverse lors de la première journée de la Ligue des champions de l'UEFA 2024-2025, le privant du match suivant face au Real Madrid, son équipe s'incline finalement par deux buts à zéro sur la pelouse du stae José Alvalade face au Sporting Clube de Portugal.
Après avoir purgé sa suspension, il égalise face à Toulouse le 5 octobre 2024 et ouvre ainsi son compteur but sur cette saison.

#### Olympique de Marseille (2025-)
Le 4 juillet 2025, libre de tout contrat, Gomes signe à l'Olympique de Marseille pour une durée de trois ans.

### Carrière internationale
Gomes commence sa carrière internationale en août 2015 en faisant son apparition à deux reprises pour l'équipe d'Angleterre des moins de 16 ans contre les États-Unis. Lors de ses sept autres apparitions avec cette équipe, il est capitaine a deux reprises,.
Il est ensuite appelé avec l'équipe de moins de 17 ans en août 2016. Lors de son premier match, contre la Belgique, il marque après seulement quatre minutes de jeu alors qu'il est capitaine et son équipe s'impose sur le score de 3–1. Lors de son second, match gagné 5–0 contre la Croatie, il marque encore à deux reprises et délivre une passe décisive. En octobre, il marque encore lors d'une victoire 8–1 sur l'Allemagne.
En mai 2017, il manque l'Euro des moins de 17 ans sur blessure mais participe à la Coupe du monde des moins de 17 ans en Inde la même année. 
Lors de cette compétition, il joue cinq matchs, dont deux comme capitaine contre l'Irak et le Japon, inscrit deux buts, contre le Chili et l'Irak en phase de groupe et délivre une passe décisive face à l'Irak. L’Angleterre va jusqu'en finale et l'emporte pour la première fois de son histoire en finale, 5-2 contre l'Espagne. Au niveau U-17, Gomes totalise 13 sélections et six buts.
Chez les moins de 18 ans, il fait ses débuts le 1er septembre 2017, en tant que capitaine lors d'un match nul 0–0 contre le Brésil. Trois jours plus tard, il joue son second et dernier match dans cette catégorie lors d'une défaite 2–1 contre l'Afrique du Sud.
Chez les moins de 19 ans, il joue 6 matchs et marque un but au cours de la victoire 4–1 sur le Pays-Bas le 5 septembre 2018 en amical.
Il retrouve les Pays-Bas lors de ses débuts chez les moins de 20 ans, un an plus tard, le 5 septembre 2019 lors d'un match nul 0-0. Au total, il fera six apparitions dans cette catégorie d'âge et marquera deux buts.
Enfin, le 1er octobre 2021, Gomes est appelé pour la première fois chez les moins de 21 ans et le 11 octobre, il entre en jeu lors de la victoire 1–0 en Andorre lors de éliminatoires pour le championnat d'Europe 2023 des moins de 21 ans. Au total, il joue 11 matchs chez les moins de 21 ans,.
Angel Gomes est récompensé de ses bonnes performances avec le LOSC par une convocation avec l'équipe d'Angleterre A au mois d'août 2024. Le 7 septembre 2024, il honore sa première cape en entrant en jeu contre l'Irlande en Ligue des nations (succès 0-2).

## Style de jeu
Angel Gomes est un milieu de terrain évoluant principalement en tant que milieu offensif axial, dont le style de jeu a été comparé à celui de Ronaldinho en raison de sa créativité, de son calme et de sa capacité à éliminer les adversaires par ses dribles.
En janvier 2015, Nani décrivait Gomes comme la future star de Manchester United alors que Danny Webber en dit au sujet de son brillant style de jeu que « Gomes est encore petit physiquement, mais il voit le jeu plusieurs secondes avant les autres. Comme Paul Scholes à son époque, Angel est capable de dicter le jeu par son intelligence ».

## Vie personnelle
Gomes est le fils de Gil Gomes, un ancien joueur de football d'origine angolaise et ayant joué avec l'équipe du Portugal des moins de 21 ans dans les années 1990. Il est né à Edmonton, dans la banlieue londonienne alors que son père jouait pour Hendon (en),. Sa famille a ensuite déménagé près de Manchester quand Gil a rejoint Middlewich Town (en), et s'est installé à Salford, où Gomes a grandi. Angel Gomes a pour parrain Nani, l'ancien ailier de Manchester United, et selon lui, Nani a eu une influence massive sur son jeu puisqu'il idolâtrait ce joueur dans sa jeunesse.

## Statistiques

### En club
| Saison                | Club                   | Championnat           | Championnat | Championnat | Championnat | Coupe nationale | Coupe nationale | Coupe nationale | Coupe de la Ligue | Coupe de la Ligue | Coupe de la Ligue | Compétition(s) continentale(s) | Compétition(s) continentale(s) | Compétition(s) continentale(s) | Compétition(s) continentale(s) | Total | Total | Total |
| Saison                | Club                   | Division              | M.          | B.          | P.d.        | M.              | B.              | P.d.            | M.                | B.                | P.d.              | Comp.                          | M.                             | B.                             | P.d.                           | M.    | B.    | P.d.  |
| 2016-2017             | Manchester United      | Premier League        | 1           | 0           | 0           | -               | -               | -               | -                 | -                 | -                 | -                              | -                              | -                              | -                              | 1     | 0     | 0     |
| 2017-2018             | Manchester United      | Premier League        | -           | -           | -           | 1               | 0               | 0               | -                 | -                 | -                 | -                              | -                              | -                              | -                              | 1     | 0     | 0     |
| 2018-2019             | Manchester United      | Premier League        | 2           | 0           | 0           | -               | -               | -               | -                 | -                 | -                 | -                              | -                              | -                              | -                              | 2     | 0     | 0     |
| 2019-2020             | Manchester United      | Premier League        | 2           | 0           | 0           | 0               | 0               | 0               | 1                 | 0                 | 0                 | C3                             | 3                              | 0                              | 0                              | 6     | 0     | 0     |
| Sous-total            | Sous-total             | Sous-total            | 5           | 0           | 0           | 1               | 0               | 0               | 1                 | 0                 | 0                 | -                              | 3                              | 0                              | 0                              | 10    | 0     | 0     |
| 2020-2021             | Boavista FC (prêt)     | Liga NOS              | 30          | 6           | 3           | 2               | 0               | 0               | -                 | -                 | -                 | -                              | -                              | -                              | -                              | 32    | 6     | 3     |
| 2021-2022             | LOSC Lille             | Ligue 1               | 24          | 1           | 1           | 2               | 1               | 0               | -                 | -                 | -                 | C1                             | 4                              | 1                              | 1                              | 30    | 3     | 2     |
| 2022-2023             | LOSC Lille             | Ligue 1               | 36          | 2           | 6           | 3               | 1               | 0               | -                 | -                 | -                 | -                              | -                              | -                              | -                              | 39    | 3     | 6     |
| 2023-2024             | LOSC Lille             | Ligue 1               | 31          | 0           | 8           | 3               | 0               | 1               | -                 | -                 | -                 | C4                             | 11                             | 2                              | 1                              | 45    | 2     | 10    |
| 2024-2025             | LOSC Lille             | Ligue 1               | 14          | 1           | 1           | 0               | 0               | 0               | -                 | -                 | -                 | C1                             | 6                              | 1                              | 0                              | 20    | 2     | 1     |
| Sous-total            | Sous-total             | Sous-total            | 105         | 4           | 16          | 8               | 2               | 1               | -                 | -                 | -                 | -                              | 21                             | 4                              | 2                              | 134   | 10    | 19    |
| 2025-2026             | Olympique de Marseille | Ligue 1               | 1           | 0           | 0           | -               | -               | -               | -                 | -                 | -                 | C1                             | -                              | -                              | -                              | 1     | 0     | 0     |
| Total sur la carrière | Total sur la carrière  | Total sur la carrière | 141         | 10          | 19          | 11              | 2               | 1               | 1                 | 0                 | 0                 | -                              | 24                             | 4                              | 2                              | 177   | 16    | 22    |

### En sélection nationale
| Saison                | Sélection             | Phases finales        | Phases finales | Phases finales | Phases finales | Éliminatoires CDM | Éliminatoires CDM | Éliminatoires CDM | Éliminatoires EURO | Éliminatoires EURO | Éliminatoires EURO | Ligue Nations UEFA | Ligue Nations UEFA | Ligue Nations UEFA | Matchs amicaux | Matchs amicaux | Matchs amicaux | Total | Total | Total |
| Saison                | Sélection             | Compétition           | M              | B              | Pd             | M                 | B                 | Pd                | M                  | B                  | Pd                 | M                  | B                  | Pd                 | M              | B              | Pd             | M     | B     | Pd    |
| --------------------- | --------------------- | --------------------- | -------------- | -------------- | -------------- | ----------------- | ----------------- | ----------------- | ------------------ | ------------------ | ------------------ | ------------------ | ------------------ | ------------------ | -------------- | -------------- | -------------- | ----- | ----- | ----- |
| 2024-2025             | Angleterre            | -                     | -              | -              | -              | -                 | -                 | -                 | -                  | -                  | -                  | 4                  | 0                  | 1                  | -              | -              | -              | 4     | 0     | 1     |
| Total sur la carrière | Total sur la carrière | Total sur la carrière | -              | -              | -              | -                 | -                 | -                 | -                  | -                  | -                  | 4                  | 0                  | 1                  | -              | -              | -              | 4     | 0     | 1     |

## Palmarès

### En club
| LOSC Lille                                 |
| ------------------------------------------ |
| - Trophée des Champions - Vainqueur : 2021 |

### En sélection nationale
| Angleterre -17 ans                    | Angleterre espoirs                          |
| ------------------------------------- | ------------------------------------------- |
| - Coupe du monde : - Vainqueur : 2017 | - Championnat d'Europe : - Vainqueur : 2023 |